# 麻野吉男
麻野 吉男（あさの よしお、1944年 -2024年 ）は、日本の農業従事者。有機農業を営む。大阪府藤井寺市生まれ。東京大学文学部卒。
30歳より農業に従事。1990年、宮本重吾らと百姓による百姓のための本、『百姓天国』（地球百姓ネットワーク編集、刊行）の創刊に従事、本は13集まで刊行。
当初、大阪の河内で農業を営んでいたが、2000年和歌山県田辺市本宮町に移住。
鈴木末廣が始めた「本宮町田舎の味友の会」を、鈴木の死去により引き継ぎ、2002年6月「熊野出会いの里」として再スタートさせ、その代表を務める。
地元の食材を生かした食品の加工販売を行う。

## 著書
- 『ギンヤンマが翔ぶ日―百姓が如雨露の穴から世の中見たら』財団法人富民協会　1990年
- 『現代日本文化論<5> ライフスタイル』（共著）岩波書店　1998年
- 『熊野の百姓地球を耕す』はる書房　2011年